# Dichorragia nesiotes
Dichorragia nesiotes är en fjärilsart som beskrevs av Hans Fruhstorfer 1903. Dichorragia nesiotes ingår i släktet Dichorragia och familjen praktfjärilar. Inga underarter finns listade i Catalogue of Life.